# Come and Get It (Lied)
Come and Get It (englisch für „Komm und nimm es!“) ist ein von Paul McCartney komponiertes Lied der Band Badfinger, das als Single erstmals 1969 veröffentlicht wurde. Es wurde zudem auf dem Album Magic Christian Music von Badfinger 1970 und von der britischen Band The Beatles 1996 auf ihrem Kompilationsalbum Anthology 3 veröffentlicht.

## Hintergrund
Come and Get It basiert auf Paul McCartneys musikalischen Ideen. Für eine kurze Zeit stand das Lied zur Disposition, für das Album Abbey Road verwendet zu werden, bis McCartney sich entschied, es der Gruppe Badfinger zu überlassen. Da Paul McCartney in der Nähe der Abbey Road Studios wohnte, begab er sich vor den geplanten Aufnahmen der Beatles ins Studio und spielte allein (Schlagzeug, Klavier, Bass und Gesang) mit dem Techniker Phil McDonald Come and Get It ein, das er in der Nacht zuvor für Badfinger geschrieben hatte. John Lennon befand sich während der Aufnahme im Kontrollraum, aber unterstützte McCartney nicht musikalisch.
Paul McCartney verwendete sein in den Abbey Road Studios aufgenommenes Demoband als exakte Vorlage für seine Produktion der Badfinger-Version, die neun Tage später eingespielt wurde. Die Badfinger-Single erschien auf Apple Records und erreichte Platz vier in Großbritannien sowie Platz 7 in den USA. Das Lied wurde auch für den Spielfilm The Magic Christian mit Peter Sellers und Ringo Starr in den Hauptrollen verwendet.
Am 26. November 2011 spielte McCartney Come and Get It in der Unipol Arena in Bologna, Italien, erstmals live.
2015 wurde das Lied von der Band Hollywood Vampires für deren gleichnamiges Debütalbum neu eingespielt, Paul McCartney übernahm neben dem Gesang auch den Bass- und den Klavierpart.

## Aufnahme der Beatles / Paul McCartney
Come and Get It wurde am 24. Juli 1969 in den Londoner Abbey Road Studios (Studio 2) mit dem Beatles-Musiker und Produzenten Paul McCartney aufgenommen. Phil McDonald war der Toningenieur der Aufnahmen.
Paul McCartney nahm in einer fast einstündigen Aufnahmesession zwischen 14:30 und 15:30 Uhr einen Take auf. Im Overdubverfahren spielte er seinen Gesang mit Klavierbegleitung ein, anschließend folgte der gedoppelte Gesang mit den Maracas, dann Schlagzeug und abschließend der Bass.
Am 24. Juli erfolgte auch die Stereoabmischung von Come and Get It.
Besetzung:
- Paul McCartney: Bass, Klavier, Maracas, Schlagzeug, Gesang

## Aufnahme von Badfinger
Die Badfinger-Version von Come and Get It wurde am 2. August 1969 in den Abbey Road Studios mit dem Produzenten Paul McCartney aufgenommen. Tony Clark war der Toningenieur der Aufnahmen.
Besetzung:
- Tom Evans: Gesang, Maracas,
- Pete Ham: Klavier, Hintergrundgesang
- Ron Griffiths: Bass, Hintergrundgesang
- Mike Gibbins: Schlagzeug
- Paul McCartney: Tamburin

## Aufnahme von den Hollywood Vampires
Come and Get It wurde erneut in 2015 von der Musikgruppe Hollywood Vampires mit dem Produzenten Bob Ezrin aufgenommen. Bob Ezrin und Justin Cortelyou waren die Toningenieure der Aufnahmen.
Besetzung:
- Paul McCartney: Gesang, Bass, Klavier
- Abe Laboriel Jr.: Schlagzeug, Hintergrundgesang
- Alice Cooper: Gesang, Hintergrundgesang
- Johnny Depp: Gitarre, Hintergrundgesang
- Joe Perry: Gitarre
- Bob Ezrin: Hintergrundgesang

## Veröffentlichung
- Am 5. Dezember 1969 erschien die Single Come and Get It / Rock of All Ages von Badfinger in Großbritannien.[2]

- Am 25. Oktober 1996 wurde das Beatles-Kompilationsalbum Anthology 3 veröffentlicht, auf dem sich eine Version von Come and Get It befindet, bei dieser Version handelt es sich um eine neue Abmischung aus dem Jahr 1984 von Geoff Emerick.
- Am 11. September 2015 erschien das Debütalbum Hollywood Vampires von der gleichnamigen Musikgruppe. Eines der Lieder des Albums ist Come and Get It, das von Paul McCartney neu eingesungen wurde.[3]
- Am 27. September 2019 erschien die 50-jährige Jubiläumsausgabe des Beatles-Albums Abbey Road (Super Deluxe Box), auf dieser befindet sich die ursprüngliche Abmischung aus dem Jahr 1969 von Come and Get It.

## Coverversionen
Folgend eine kleine Auswahl:
- Graham Parker – Lost Songs Of Lennon & McCartney – From A Window[4]
- Andrew Belew – Come And Get It: A Tribute To Badfinger[5]
- Ken Lazarus – Cecelia[6]